# Аріан (рід)
Аріа́н (Polyerata) — рід серпокрильцеподібних птахів родини колібрієвих (Trochilidae). Представники цього роду мешкають в Центральній і Південній Америці.

## Види
Виділяють три види:
- Аріан блакитноволий (Polyerata amabilis)
- Аріан панамський (Polyerata decora)[5]
- Аріан пурпуровочеревий (Polyerata rosenbergi)

## Етимологія
Наукова назва роду Polyerata походить від слова дав.-гр. πολυηρατος — дуже милий.